# Ковалёв, Сергей Иванович (историк)
Серге́й Ива́нович Ковалёв (25 [13] сентября 1886 — 12 ноября 1960) — советский историк античности. Доктор исторических наук (1938), профессор, создатель и первый заведующий кафедрой истории древнего мира Ленинградского университета (1934—1956).

## Биография
Родился в селе Куганак Стерлитамакского уезда Уфимской губернии в семье управляющего имением. Учился в Уфимской гимназии, но школу не окончил «в связи с участием в революционном движении, вышел из VIII класса», как сам он писал в своей автобиографии.
Учась в гимназии, с 7-го класса начал давать частные уроки. Будучи гимназистом вступил в Уфимскую организацию РСДРП(б). Он занимался в кружках, выполняя партийные поручения, печатал и расклеивал прокламации. За участие в первомайской демонстрации 1905 г. был арестован и исключен из 8-го класса гимназии. В конце мая отправлен под надзор полиции к дяде в Самару. Там продолжил работу в Самарской организации РСДРП(б). Осенью 1906 г., приехав в С.-Петербург, поступил в Высшую вольную школу проф. П. Ф. Лесгафта. Одновременно экстерном заканчивал Уфимскую гимназию.
В 1908 году, сдав экстерном экзамен на аттестат зрелости, поступил на физико-математический факультет Санкт-Петербургского университета, а в 1910 году перевёлся на историко-филологический факультет. Не окончив университет, с 1915 года проходит военную службу. Вернулся к учёбе уже в Петроградском университете в 1918 году, одновременно совмещая учёбу с преподаванием в средних учебных заведениях Петрограда. В период с 1919 до 1938 года занимается культурно-просветительной и общественной работой в качестве преподавателя истории в РККА и Военно-политической академии имени В. И. Ленина. Окончил историко-филологический факультет Петроградского университета в 1922 году, одновременно проходя службу и работая в РККА.
С 1924 года преподаёт в Петроградском университете и Петроградском педагогическом институте. В период с 1930 до 1937 годы возглавляет им же созданный сектор истории древнего мира Государственной академии истории материальной культуры АН СССР. До 1950 года трудился в Ленинградском отделении Института истории АН СССР. С 1934 по 1956 год заведующий кафедрой истории древнего мира (позднее — истории древней Греции и Рима) исторического факультета Ленинградского университета, её создатель. В Ленинградском университете проработал до 1958 года.
Был арестован в октябре (по другим сведениям, в начале лета) 1938 года по «делу ленинградского меньшевистского центра» вместе с рядом других историков. Сначала дал признательные показания, от которых отказался вместе с остальными подсудимыми 14 сентября 1939, в первый день заседания военного трибунала Ленинградского военного округа. В ходе судебного разбирательства подсудимые рассказали о применявшихся по отношению к ним пытках. 24 января 1940 следственные действия в отношении Ковалёва и ряда других подсудимых были прекращены, а сами они отпущены на свободу.
В 1956—1960 директор Музея истории религии и атеизма Академии наук СССР.
Похоронен на Серафимовском кладбище в Санкт-Петербурге.
Дочь — Ирина Сергеевна Ковалёва.

## Научная деятельность
С. И. Ковалёв занимался проблемами эллинистической и римской социально-экономической истории, вопросами происхождения и классовой сущности христианства. Читал курсы античной истории, историографии, которая в его изложении превращалась в панораму европейской классицистической культуры, и раннего христианства.
Придерживался циклической теории развития древних обществ, и в какой-то мере модернистских взглядов на античную историю, выражавшихся в частом употреблении терминов «пролетариат», «феодализм», «крестьянская революция», «социальная революция рабов и колонов» и пр. С. Б. Крих отмечал: «…Ковалёв начинает активно участвовать в создании новой единой схемы исторического процесса, сначала объясняя, почему не было революции при переходе от рабовладения к феодализму, а потом, после сталинских слов о „революции рабов“, почему такая революция несомненно была».
Автор первых марксистских пособий по истории древнего мира («История античного общества», ч. 1 — «Греция», 1936, 2 изд., 1937, ч. 2 — «Эллинизм. Рим», 1936), а также школьных учебников. Неоднократно переиздававшаяся, в том числе и в Италии, монография Ковалёва «История Рима» (1948) до сих пор остаётся одним из лучших университетских курсов по римской древности.
Как указывает А. П. Беликов: «Учебник С. И. Ковалёва, вне всяких сомнений — одна из лучших работ такого рода даже в мировой учебной литературе. Это строго академический учебник, но написанный так увлекательно, что он читается, как интереснейший исторический роман. Основное внимание автор уделил политической истории Рима, дал яркие психологические портреты его виднейших деятелей, здесь показан человек на фоне истории, а не сухая схема „исторического развития“. Хорошо раскрыты особенности культуры, религии, социальных движений и положения провинций в составе Римской империи. Не отрицая несомненных достоинств книги Н. А. Машкина, переизданной уже в 1949 году (прим.: имеются в виду его и Ковалева, по Беликову — „два университетских учебника, по которым обучались несколько поколений советских историков“), студенты, однако, всегда предпочитали готовиться к экзамену именно по учебнику С. И. Ковалёва».
Как вспоминал проф. Э. Д. Фролов:

Это был один из самых интересных и уважаемых профессоров нашего факультета в тридцатые-пятидесятые годы — человек огромной культуры, замечательный эрудит, чья «История Рима» до сих пор является самым фундаментальным пособием по Римской истории, созданным отечественной наукой!.. Что отличает этот труд Ковалёва, а вместе с тем всё его творчество и лекции? Удивительная способность соединять серьёзное, на источниках построенное изложение фактов с великолепными портретными зарисовками.

## Основные труды
Учебники:
- Курс всеобщей истории: т. 1-2. — Петроград; Л.: Рабочее издательство «Прибой», 1923‒25
- История Древнего мира / Гос. акад. истории материал. культуры им. Н. Я. Марра; под ред. С. И. Ковалёва. — М.: Соцэкгиз, 1936
- История античного общества: Греция. Эллинизм. Рим / Ленингр. гос. ун-т им. А. С. Бубнова, Ист. фак. — ч. 1 «Греция», ч. 2 «Эллинизм. Рим». — М.-Л.: Соцэкгиз, Ленинградское отделение, 1936
  - История античного общества: Греция. Эллинизм. Рим / Ленингр. гос. ун-т им. А. С. Бубнова, Ист. фак. — 2-е, испр. изд. — ч. 1 «Греция», ч. 2 «Эллинизм. Рим». — М.-Л.: Соцэкгиз, Ленинградское отделение, 1937
- История Рима: курс лекций. — Л.: Изд-во Ленинградского государственного ордена Ленина университета, 1948
- История древнего мира: Учебник для 5-6 классов средней школы. — М.: Учпедгиз, 1954
  - История древнего мира: Учебник для 5-6 классов средней школы. — 2-е изд. — М.: Учпедгиз, 1955
- Очерки истории древнего Рима: пособие для учителей. — М.: Учпедгиз, 1956 (Совместно с Е. М. Штаерман)

Статьи и монографии:
- Македонская оппозиция в армии Александра // Изд-во Ленинградского университета, т. II, 1930, — С. 148—183
- Учение Маркса и Энгельса об античном способе производства. — Л.: Изд-во Государственной академии истории материальной культуры, 1932 — (Известия Государственной академии истории материальной культуры; т. XII, вып. 9—10)
- Об основных проблемах рабовладельческой формации. — Л.: Изд-во Государственной академии истории материальной культуры, 1933. — (Известия Государственной академии истории материальной культуры; вып. 64)
- Античный способ производства в источниках: литературные, эпиграфические и папирологические свидетельства о социально-экономической истории древней Греции, эллинистического Востока и Рима. — Л.: Изд-во Государственной академии истории материальной культуры, 1933. — (Известия Государственной академии истории материальной культуры; вып. 78) (Совместно с С. А. Жебелёвым)
- Об основных проблемах рабовладельческой формации. — Л.: Изд-во Государственной академии истории материальной культуры, 1933. — (Известия Государственной академии истории материальной культуры; вып. 64)
- Классовая борьба и падение античного общества. // Из истории докапиталистических формаций. — М.—Л.: Изд-во Государственной академии истории материальной культуры, 1933. — С. 345—354. — (Известия Государственной академии истории материальной культуры; вып. 100)
- Проблема социальной революции в античном обществе. // К. Маркс и проблемы истории докапиталистических формаций. — М.—Л.: Изд-во Государственной академии истории материальной культуры, 1934. — C. 295—328. — (Известия Государственной академии истории материальной культуры; вып. 90)
- Экономика античного общества. // Краткое введение в историю докапиталистических формаций. — М.—Л.: Изд-во Государственной академии истории материальной культуры, 1934. — С. 89—99. — (Известия Государственной академии истории материальной культуры; вып. 99)
- Великие восстания рабов II—I вв. до н. э. в Риме. // Из истории античного общества. — М.—Л.: Изд-во Государственной академии истории материальной культуры, 1934. — С. 139—180.— (Известия Государственной академии истории материальной культуры; вып. 101) (Совместно с С. А. Жебелёвым)
- О некоторых проблемах рабовладельческой формации. // Проблемы истории докапиталистических обществ, 1934, № 2, — С. 70—80
- Александр Македонский. — Л.: Гос. соц-экон. изд-во, 1937
- Переговоры Дария с Александром и македонская оппозиция. // Вестник древней истории, 1946, № 3. — С. 46-56
- Две проблемы римской истории. // Вести Ленинградского университета, 1947, № 4. — С. 86-98
- Проблема происхождения патрициев и плебеев. // Труды юбилейной научной сессии [Ленинградского университета]. Секция ист. наук. — Л., 1948, — С. 202—244;
- Происхождение христианства. — Л., 1948
- Заговор «пажей» // Вестник древней истории, 1948, № 1. — С. 34—42
- Исторический научно-исследовательский институт ЛГУ. // Вестник древней истории, 1948, № 1. — С. 177—178
- Александр и Клит. // Вестник древней истории, 1949, № 3. — С. 69—73
- Монархия Александра Македонского. // Вестник древней истории, 1949, № 4. — С. 29—40
- Александр, Филота и Парменион. // Учён. зап. ЛГУ, № 112, серия ист., 1949, вып. 4. — С. 280—308
- Эллинистическая цивилизация. — М.: Изд-во иностранной лит-ры, 1949 (Совместно с У. В. Тарном)
- Происхождение и классовая сущность христианства: стенограмма публ. лекции. — Л.: Всесоюзное общество по распространению политических и научных знаний, Ленингр. отд-ние, 1951
  - Происхождение и классовая сущность христианства. — Л.: Всесоюзное общество по распространению политических и научных знаний, Ленингр. отд-ние, 1952
- Миф об Иисусе Христе. — Л.: Всесоюзное общество по распространению политических и научных знаний. Ленинградское отделение, 1954
- К вопросу о характере социального переворота III—V вв. в западной Римской империи. // Вестник древней истории, 1954, № 3. — С. 33—44.
- Опыт периодизации римской истории. // Вестник древней истории, 1955, № 4. — С. 108—116
- К вопросу о датировке начала восстания Спартака. // Вестник древней истории, 1956. № 2. — С. 12—17
- Сорок лет советской историографии по древнему Риму. // Вестник древней истории, 1957, № 3. — C. 42-54
- Основные вопросы происхождения христианства. // Ежегодник Музея истории религии и атеизма, т. II, 1958. — C. 3—25
- Из истории критики христианства (мифологическая школа). // Ежегодник Музея истории религии и атеизма, т. III, 1959. — C. 46—61
- История папства и инквизиции: краткий справочник-путеводитель. — М.: Изд-во Академии наук СССР, 1959
- Основные вопросы происхождения христианства. — М.—Л.: Наука, Государственный музей истории религии и атеизма АН СССР, 1964 (Совместно с В. В. Струве)
- Находки в Иудейской пустыне: открытия в районе Мёртвого моря и вопросы происхождения христианства. — М.: Госполитиздат, 1960 (Совместно с М. М. Кублановым)
  - Находки в Иудейской пустыне: открытия в районе Мёртвого моря и вопросы происхождения христианства. — 2-е изд., перераб. и доп. — М.: Политиздат, 1964 (Совместно с М. М. Кублановым)
- Причины возникновения христианства. // Вестник древней истории, 1962, № 3. — C. 78—95